# Furious 7 (soundtrack)
Furious 7: Original Motion Picture Soundtrack is de originele soundtrack van de film Furious 7. Het album werd uitgebracht op 17 maart 2015 door Atlantic Records.
Het album bevat muziek van verschillende artiesten die in de film zijn gebruikt met onder meer het nummer See You Again van Wiz Khalifa en Charlie Puth. In 2016 werd See You Again genomineerd voor een Golden Globe als beste filmsong.

## Nummers
1. Ride Out - Kid Ink, Tyga, Wale, YG & Rich Homie Quan (3:32)
2. Off-Set - T.I. & Young Thug (3:13)
3. How Bad Do You Want It (Oh Yeah) - Sevyn Streeter (3:44)
4. Get Low - Dillon Francis & DJ Snake (3:33)
5. Go Hard or Go Home - Wiz Khalifa & Iggy Azalea (3:52)
6. My Angel - Prince Royce (3:10)
7. See You Again - Wiz Khalifa & Charlie Puth (3:49)
8. Payback - Juicy J, Kevin Gates, Future & Sage the Gemini (3:58)
9. Blast Off - David Guetta & Kaz James (3:08)
10. Six Days (Remix) - DJ Shadow & Mos Def (3:52)
11. Ay Vamos - J Balvin, French Montana & Nicky Jam (4:55)
12. G.D.F.R. (Noodles Remix) - Flo Rida, Sage the Gemini & Lookas (4:24)
13. Turn Down for What - DJ Snake & Lil Jon (3:34)
14. Meneo - Fito Blanko (3:44)
15. I Will Return - Skylar Grey (3:56)
16. Whip - Famous to Most (3:40) (Bonus Track)

## Hitnoteringen
| Hitlijst                                                    | Hoogste positie |
| ----------------------------------------------------------- | --------------- |
| Amerikaanse albums (Billboard 200)                          | 1               |
| Australische albums (ARIA)                                  | 3               |
| Britse albums (Official Charts Company, Compilation Albums) | 2               |
| Canadese albums (Billboard)                                 | 2               |
| Deense albums (Tracklisten)                                 | 10              |
| Duitse albums (Offizielle Top 100)                          | 2               |
| Finse albums (Suomen virallinen lista)                      | 43              |
| Franse albums (SNEP)                                        | 55              |
| Hongaarse albums (Mahasz)                                   | 10              |
| Italiaanse albums (FIMI)                                    | 2               |
| Japanse albums (Oricon)                                     | 2               |
| Nederlandse albums (Album Top 100)                          | 39              |
| Nieuw-Zeelandse albums (RMNZ)                               | 7               |
| Noorse albums (VG-lista)                                    | 4               |
| Oostenrijkse albums (Ö3 Austria)                            | 3               |
| Spaanse albums (Productores de Música de España)            | 29              |
| Vlaamse albums (Ultratop)                                   | 7               |
| Waalse albums (Ultratop)                                    | 19              |
| Zwitserse albums (Schweizer Hitparade)                      | 1               |

## Furious 7 (Original Motion Picture Score)
Furious 7: Original motion Picture Score is de tweede soundtrack van de film Furious 7. Het album werd uitgebracht op 31 maart 2015 door Back Lot Music.
Het album bevat alleen de originele filmmuziek van Brian Tyler, opgenomen in de Eastwood Scoring Stage, Warner Bros. Studios in Burbank.

## Nummers
1. Furious 7 (2:57)
2. Paratroopers (3:11)
3. Awakening (3:21)
4. Operation Ramsey (2:12)
5. Battle of the Titans (1:59)
6. Parting Ways (2:22)
7. Mountain Hijack (2:04)
8. Homecoming (2:05)
9. Beast in a Cage (3:06)
10. Homefront (3:02)
11. Vow for Revenge (2:24)
12. Party Crashers (5:44)
13. The Three Towers (3:14)
14. God's Eye (2:55)
15. When Worlds Collide (2:35)
16. Remembrance (1:40)
17. Hobbs is the Carjack (2:31)
18. Operation Carjack (3:47)
19. A Comletely Insane Plan (3:47)
20. Letty and Dom (2:25)
21. Heist in the Desert (1:57)
22. No More Funerals (3:15)
23. Hobbs vs Shaw (3:21)
24. Connected (1:24)
25. About to Get Real Serious Up in Here (2:53)
26. Family (2:12)
27. One Last Stand (2:55)
28. Farewell (1:24)